# Gösta Netzén
Klas Gösta Netzén, född 30 januari 1908 i Valbo församling, Gävleborgs län, död 20 juni 1984 i Högestads församling, Malmöhus län, var en svensk journalist, politiker (socialdemokrat) och ämbetsman.

## Biografi
Netzén gick tidigt med i ungdomslogen ”Sveaborg” av IOGT och logen ”Svea Leijon” i Ytterharnäs. I dessa föreningar väcktes hans föreningsintresse och hans intresse för det frivilliga bildningsarbetet. Som 16-åring deltog han 1924 i sin första studiecirkel, vars ämne var litteratur. Han gick med i Skutskärs Socialdemokratiska Ungdomsklubb där han efter ett år blev ordförande. ABF fångade upp honom som studieledare bland annat i litteraturhistoria, geografi, samhällskunskap och socialism. Han var med och startade MHF-avdelningen i Älvkarleby och var dess förste ordförande.[källa behövs]
Netzén var lokalredaktör i Tierp[källa behövs] för Arbetarbladet 1927–1930, medarbetare vid Enköpings Nyheter 1930–1931 och redaktör för Tierps Nyheter 1931–1934. Han var ombudsman i Upplandsdistriktet av Svenska lantarbetareförbundet från 1935, redaktör för tidningen Lantarbetaren 1936–1944 och chefredaktör för tidningen Arbetet i Malmö 1944–1957.
Netzén var riksdagsledamot i Andra kammaren 1949–1961 (invald för Malmö, Hälsingborgs, Landskrona och Lunds valkrets). Åren 1957–1961 var han jordbruksminister i ministären Erlander III, varpå han var landshövding i Malmöhus län 1961–1973 tillika civilbefälhavare i Södra civilområdet 1962–1973.
Netzén invaldes 1962 som hedersledamot av Kungliga Fysiografiska Sällskapet i Lund och 1965 som ledamot av Skogs- och Lantbruksakademien. Han utsågs 1970 till agronomie hedersdoktor vid Lantbrukshögskolan i Ultuna och 1971 till medicine hedersdoktor vid Lunds universitet. Han var den 22 juli 1971 värd i radioprogrammet Sommar.